# 星光歡樂城
《星光歡樂城》，是狼谷育樂台綜藝節目，主持人為徐乃麟、樓心潼、趙靜儀，徐新洋、林真亦、巫苡萱、菲菲、艾融先后擔任主持人。2020年3月19日起每週六至週日晚間10點至11點播出，2020年第4季改為每週四至週日晚間10點至11點播出。

## 播出時間
| 頻道/平台   | 所在地 | 播出日期                   | 播出時間                                      | 播出時間                      |
| ----------- | ------ | -------------------------- | --------------------------------------------- | ----------------------------- |
| 狼谷育樂台  | 臺灣   | 2020年3月19日—2022年2月1日 | 每週六                                        | 22:00 - 23:00                 |
| YouTube頻道 | 臺灣   |                            | 每周六日（第1－3季） 每周四至日（第4季）      | 22:00 - 23:00（電視同步直播） |
| YouTube頻道 | 臺灣   |                            | 每周四至日（第1－4季） 每周四至日（第5－7季） | 22:00 - 23:00（電視同步直播） |

## 節目介紹
初期以骰子、麻雀為主題的遊戲節目，大部分遊戲都是骰子、麻雀的延伸。之後更增加了撲克牌、角子機類型的遊戲。

## 節目單元

### 激爆比大小
主持人與來賓押對骰子的大小換就能人，押錯繼續遊戲。

### 決戰骰子樂
來賓根據骰子狀況喊出對手要取出的骰子，直到一方骰子全被喊掉就算輸家並需要接受愛的小手懲罰打腳底板或屁股。

## 參加來賓

### 第一季
| 集數 | 日期          | 標題                                                           | 來賓                             | 備註 |
| ---- | ------------- | -------------------------------------------------------------- | -------------------------------- | ---- |
| 1    | 2020年3月19日 | 眾女星羞喊乃哥最大，誰將慘遭氣球激爆炸裂？                     | 小鐘、李懿、曾甜、潘映竹         |      |
| 2    | 2020年3月20日 | 王晴新手運有夠旺，乃哥心情卻很悶？                             | NONO、丁國琳、王晴、愛語莎       |      |
| 3    | 2020年3月26日 | 小豬喊大小連9敗有夠衰！Apple被打屁屁鏡頭卻沒拍到，乃哥只好再打 | 黃沐妍、Apple、林柏妤、Gino      |      |
| 4    | 2020年3月27日 | 阿達真的很會喊，一次殺三家讓學妹們的腳底板跟屁屁獻祭？         | 阿達、陳瑀希、小優、鮪魚         |      |
| 5    | 2020年4月2日  | 乃哥愛的小手蘊含深厚內力，讓王思佳「溼了」？                   | 白雲、王思佳、夏宇禾、蕭景鴻     |      |
| 6    | 2020年4月3日  | 激爆骰子樂乃哥眼殘？宛宛兒在前卻誤以為有三顆氣球？！           | 無尊、陳隨意、宛宛兒、張艾亞     |      |
| 7    | 2020年4月9日  | 屁股、腳底經「大乃中醫診所」調教後，整個世界都明亮了？！       | 賴薇如、大飛、Paul、謝麗金       |      |
| 8    | 2020年4月10日 | 絕世無雙終於有人「首贏」了！妞妞最懂「超薄型」？               | 楊子儀、康茵茵、林俞汝、馬國畢   |      |
| 9    | 2020年4月16日 | 王瞳打牌手亂摸？乃哥表示不要摸世朋哥就好？！                   | 葉欣眉、黃豪平、王瞳、沈世朋     |      |
| 10   | 2020年4月17日 | 最新搭檔主持人換成小梁哥？！整集惹得乃乃頭痛受不了             | 朵朵、卡古、林舒語、梁赫群       |      |
| 11   | 2020年4月23日 | 劉雨柔展現火辣曲線與性感美背，乃哥笑問要不要一整集都背對大家   | 波波蓁、曾治豪、劉雨柔、阿龐     |      |
| 12   | 2020年4月24日 | 聶凡格說得一口流利英文，乃哥好奇她「留英」還是「留美」         | 聶凡格、阿虎、楊繡惠、陳德烈     |      |
| 13   | 2020年4月30日 | 馬丁嚇到都濕了？氣球讓他「這邊」軟掉站不起來？                 | 賴慧如、吳俊諺、茵芙、馬丁       |      |
| 14   | 2020年5月1日  | 爆爆妞又遭氣球炸裂？溫柔輕聲對克帆哥說「太久了」！             | 若綺、藍波、錢柏渝、張克帆       |      |
| 15   | 2020年5月7日  | 丫頭男友愛用「手銬」？自爆在家喜歡跟他「玩遊戲」！             | 詹子晴、撒基努、甄莉、黃志瑋     |      |
| 16   | 2020年5月8日  | 張文綺透露還沒「吸過」乃哥！蔡頭、GiGi身世成謎？               | 張文綺、郭忠祐、GIGI、蔡頭       |      |
| 17   | 2020年5月14日 | 人妻真的很會叫？王余夫婦同心齊力搶金！                         | 曾雅蘭、侯昌明、余皓然、王中平   |      |
| 18   | 2020年5月15日 | 「甜乃」站一起有夠旺！張可昀想再找ㄚ頭組「甜乃頭」？           | 羅巧倫、盧學叡、張可昀、王仁甫   |      |
| 19   | 2020年5月21日 | 張立東被打完腳底後「頭」整個脹了！乃哥自豪他讓陳夢晨很有感覺？ | 陳夢晨、阿Ben、謝京穎、張立東    |      |
| 20   | 2020年5月22日 | 陳伊超有「誠意」！遭乃哥鞭打還喊舒服？                         | 謝忻、大愷、陳伊、Eason          |      |
| 21   | 2020年5月28日 | 梁云菲瘋狂抽動抖到攝影師凍未條？化身亂打菲卻瘋狂胡牌？         | 葉華、香蕉、梁云菲、大根         |      |
| 22   | 2020年5月29日 | Apple防疫期間在家與男友瘋狂做菜！小優獻乳乃哥贊助家電？        | 小優、林佑星、Apple、吳懷中      |      |
| 23   | 2020年6月4日  | 蘿莉塔發下豪語說要打馬國賢的下面！他卻說太小要確定找得到？     | 蘿莉塔、逸祥、忠羽、馬國賢       |      |
| 24   | 2020年6月5日  | 貝童彤腳趾靈活可以划拳？乃哥譏笑像瀨尿蝦！                     | 貝童彤、餅乾、蘇子芸、趙正平     |      |
| 25   | 2020年6月11日 | 貝太折磨！邵俐妍求乃哥快一點？                                 | 邵俐妍、詹惟中、李亮瑾、洪都拉斯 |      |
| 26   | 2020年6月12日 | 洪蓉胸前太雄偉直接放桌上？愛語莎譏罵小鐘「帶衰」！             | 洪蓉、黃豪平、愛語莎、小鐘       |      |

### 第二季
| 集數 | 日期          | 標題                                                                            | 來賓                           | 備註 |
| ---- | ------------- | ------------------------------------------------------------------------------- | ------------------------------ | ---- |
| 1    | 2020年6月20日 | 乃哥懷疑謝忻「懷孕了」？！謝金晶請「東區乃神」打屁股轉運？                      | 巫苡萱、謝金晶、謝忻、陳大天   |      |
| 2    | 2020年6月21日 | 何美身體軟Q未來丈夫很幸福？乃哥表示范乙霏感情方面常常無縫接軌？                 | 何美、潘映竹、范乙霏、阿Ben    |      |
| 3    | 2020年6月27日 | 陳隨意20幾年都讓謝宜君「沒感覺」！直接上演「交換夫妻」？！                      | GIGI、史丹利、謝宜君、陳隨意   |      |
| 4    | 2020年6月28日 | 蘇心甯、謝京穎「3P」畫面流出！薇如穿螢光，沒贏要脫光？                          | 謝京穎、賴薇如、LALA、趙正平   |      |
| 5    | 2020年7月4日  | 乃哥看黃沐妍「腳相」說她都「亂來一通」？陳樂樂撒謊直接被抓包？！                | 陳樂樂、黃沐妍、蘿莉塔、Junior |      |
| 6    | 2020年7月5日  | 愛語莎請出「長輩」讓她躲過被打？陳伊手指靈活連小甜甜都愛？                      | 陳伊、愛語莎、張可昀、綠茶     |      |
| 7    | 2020年7月11日 | 徐小可誇讚夏宇禾對乃哥很懂敬老尊賢！琳妲和大飛現場玩起教師play？                | 琳妲、夏宇禾、徐小可、大飛     |      |
| 8    | 2020年7月12日 | 火辣性感林真亦慘電乃哥「0爭議」！藍星蕾求診，「主任乃哥」表示「打一劑」就好？！ | 藍星蕾、林真亦、劉璇、馬國畢   |      |
| 9    | 2020年7月18日 | 乃哥警告來賓姓徐的都不能相信？驚嘆小鹿「左右搖」而非「上下搖」？！              | 羚小鹿、林俞汝、王瞳、無尊     |      |
| 10   | 2020年7月19日 | 小贏娃詹子晴很會打龜O？筠熹、乃哥、丫頭組成最新團體「熹乃頭」！                 | 聶凡格、筠熹、詹子晴、舞陽     |      |
| 11   | 2020年7月25日 | 乃哥讓籃籃舒服到升天？！足控乃哥手機封存茵茵美足！                              | 籃籃、葉欣眉、康茵茵、張立東   |      |
| 12   | 2020年7月26日 | 劉雨柔三年來每天跟老公「運動」都不會膩？APPLE遭氣球炸「ㄎㄧㄤ」掉？             | 徐凱希、劉雨柔、Apple、惟毅    |      |
| 13   | 2020年8月1日  | 邱慧雯無預警被乃哥連續「受驚」？林莎太會叫讓玉兔受害？！                        | 林莎、邱慧雯、玉兔、Eason      |      |
| 14   | 2020年8月2日  | 乃神醫說艾瑞絲容易「受驚」！他一指導嘻小瓜就把女來賓們「脫光」？                | 艾瑞絲、陳艾熙、邵俐妍、嘻小瓜 |      |
| 15   | 2020年8月8日  | 梁云菲節目上直接開撩乃哥？馬國賢馬國畢傻傻分不清楚！                            | 梓梓、梁云菲、林采薇、馬國賢   |      |
| 16   | 2020年8月9日  | 小茉莉敏感帶被搔癢爆？乃哥自爆OO已經瞄不準了！                                  | 愷愷、陳瑀希、安苡愛、阿達     |      |
| 17   | 2020年8月15日 | 凱莉搖一搖不小心噴出來？乃神醫全新診療項目「痧很大」開張！                      | 姚蜜、阿澎、梁凱莉、郭忠祐     |      |
| 18   | 2020年8月16日 | 王思佳聽到「德國大香腸」就開心！乃哥自誇中指最靈活？                            | 倪暄、夏宇禾、王思佳、大根     |      |
| 19   | 2020年8月22日 | 凱玲傳授秘訣，看到大的就要射！阿虎現場被打掉一顆？                              | 佟凱玲、蔡允潔、錢柏渝、阿虎   |      |
| 20   | 2020年8月23日 | 乃哥毫不留情直接滑進去，點閱女神小call自己要求全脫？                            | 林玉書、陳依依、小call、派翠克 |      |
| 21   | 2020年8月29日 | 乃哥「太深入」弄痛成語蕎！楊晨熙笑稱他都「來硬的」！                            | 宛宛兒、楊晨熙、成語蕎、楊昇達 |      |
| 22   | 2020年8月30日 | 張文綺驚呼林曜晟「好硬」？還讓李妍瑾「癢癢又痛痛」！                            | 張文綺、陳斯亞、李妍瑾、林曜晟 |      |
| 23   | 2020年9月5日  | 安妮想生三個乃哥自告奮勇要幫她？侯昌明自爆滴到鞋求診乃神醫！                    | 陳伊、安妮、貝童彤、侯昌明     |      |
| 24   | 2020年9月6日  | 郭鬼鬼怕「痛痛」有人想「壞壞」？小優爆料潘映竹沒懷孕要怪乃哥？                  | 郭鬼鬼、潘映竹、小優、梁赫群   |      |
| 25   | 2020年9月12日 | 林舒語腳太開會生第三個？乃哥與紀艾希現場深蹲救地球？！                          | 紀艾希、林舒語、李懿、黃豪平   |      |
| 26   | 2020年9月13日 | 林采緹感嘆婚姻像墳墓？乃哥嘲諷謝忻「我的事沒你嚴重」！                          | 林采緹、蘿莉塔、謝忻、Paul     |      |

### 第三季
| 集數 | 日期           | 標題                                                                            | 來賓                           | 備註 |
| ---- | -------------- | ------------------------------------------------------------------------------- | ------------------------------ | ---- |
| 1    | 2020年9月19日  | 乃哥「灌進去」APPLE兩次！余秉諺遭突襲連三打以治療氣血不循環？                   | 何美、愛語莎、Apple、余秉諺    |      |
| 2    | 2020年9月20日  | 張立東想找乃神醫「修肝」？林真亦被乃哥「處罰」到腿軟！                          | 梓梓、筠熹、巫苡萱、張立東     |      |
| 3    | 2020年9月26日  | 乃哥話還沒說完邱慧雯就「打出來」了！莊家劉璇抽到天牌懲罰躲不掉？                | 陳樂樂、劉璇、邱慧雯、吳東諺   |      |
| 4    | 2020年9月27日  | 元元遭打絕叫升天！乃哥感嘆自己老是瞄不準？                                      | 張雅涵、元元、賴薇如、綠茶     |      |
| 5    | 2020年10月3日  | 徐小可揪乃哥生小孩？陳大天找不到洞摸半天！                                      | 籃籃、陳怡婷、徐小可、陳大天   |      |
| 6    | 2020年10月4日  | 愛雅遭乃哥玩弄驚呼「快不行了」？嘻小瓜自稱現代花木蘭？！                        | 謝京穎、張愛雅、GIGI、嘻小瓜   |      |
| 7    | 2020年10月10日 | 乃哥驚訝小甜甜腳型像福壽瓜？Albee遭算計光速出局！                               | 雨婷、范乙霏、張可昀、卞慶華   |      |
| 9    | 2020年10月17日 | 林真亦半夜問大飛要不要「吃雞」？喊「水」想害丫頭反遭打！                        | 米亞若、林俞汝、詹子晴、大飛   |      |
| 10   | 2020年10月18日 | LALA診斷乃哥「泌尿很長」？真亦感嘆大家第三次終於「會插了」！                    | 乙瑄、安苡愛、LALA、大根       |      |
| 13   | 2020年10月31日 | 董哥攝護腺腫大不敢看真亦！糖糖被打到爽筋很蘇胡？                                | 糖糖、聶凡格、周宜霈、董至成   |      |
| 14   | 2020年11月1日  | 乃哥揪Eason一起去射美人魚！咪雅、蔚喬聯手拆大乃中醫診所招牌？                   | 蔚喬、咪雅、劉雨柔、Eason      |      |
| 15   | 2020年11月7日  | 陳波波稱讚乃哥「插很準」！琳妲被乃哥弄到站不起來？                              | 陳波波、粿粿、纁曖、琳妲       |      |
| 16   | 2020年11月8日  | 游游「不通」的時候乃哥要處理？乃神醫表示Vava已經有阻塞的感覺了！                | Vava、游游、梁菲、阿Ben        |      |
| 17   | 2020年11月14日 | 潘映竹被乃哥搞到「悶豆」？謝忻神注解超寫實 根本就是內瘡嘛！                     | 許酸酸、妮婭、潘映竹、謝忻     |      |
| 18   | 2020年11月15日 | 上晏全裸寫真只遮三點！林真亦竟懇請乃哥幫通乳腺？                                | Esther、黃上晏、蔡允潔、趙正平 |      |
| 19   | 2020年11月21日 | 女神真亦樂翻天就因林襄驚呼「把縫塞住」?場面乃哥差點hold不住                     | 潔晞、林襄、巫苡萱、林曜晟     |      |
| 20   | 2020年11月22日 | 洗菜改名叫洗乃?茵茵派派叫不停 全因乃哥「那一根」！                              | 派派、洗菜、蔡家蓁、康茵茵     |      |
| 21   | 2020年11月28日 | 乃哥那根一直晃 韋恩直呼「受不鳥」！現場3P?安餒甘厚~                             | 韋恩、孟潔、襄妍、王思佳       |      |
| 22   | 2020年11月29日 | 壯壯被打屁屁好開心? 金莎嬌嗔「鼻要這樣」乃哥依舊不放過！                        | 小、金莎、壯壯、蘿莉塔         |      |
| 23   | 2020年12月5日  | 孟慶而低胸高衩畫面 讓乃哥忘不了?大膽直呼:一起脫了!                              | 馬妹、王宇彤、孟慶而、綠茶     |      |
| 24   | 2020年12月6日  | 蕾菈不滿太快了!才一下就呻吟?琦琦被懷疑已上癮?                                   | 琦琦、若青、蕾菈、王百瑜       |      |
| 25   | 2020年12月12日 | 艾瑞絲現場一次露得夠！張小筑嬌嗔「好舒服」                                      | 短今、張小、小優、艾瑞絲       |      |
| 26   | 2020年12月13日 | 喬喬兒展示事業線！曾甜想用「那一根」爽一下？                                    | 菲菲、喬喬兒、曾甜、小鐘       |      |
| 27   | 2020年12月19日 | 黃標警報！子涵好大一根乃哥直呼過癮，夏晴神秘三角洲大曝光！                      | 夏晴、子涵、筠熹、徐凱希       |      |
| 28   | 2020年12月20日 | 不藏私！狂女薔薔大秀美臀，沐青驚天自爆：我最愛吃.......                         | 陳沐青、Bobi、梓梓、薔薔       |      |
| 29   | 2020年12月26日 | 乃哥讓瑀希爽歪歪？李馨喊『最會幫你打，絕對會中』                                | 僅僅、李馨、陳瑀希、阿達       |      |
| 30   | 2020年12月27日 | 小魚小嘴挑逗乃哥，壯壯美腳大公開，乃哥一看茉晶直喊『不....』                    | 小魚、茉晶、張文綺、壯壯       |      |
| 31   | 2020年1月2日   | 乃哥現場研究偷摸TOMO，比熊出走在不瘋自己開工作室？                              | KIVI、Tomo、比熊、香蕉         |      |
| 32   | 2020年1月3日   | 小瓜不藏私！窺探星蕾露點照公開吸粉，乃哥受不了大棒教訓，小瓜嬌喊『雄壯威武』    | 韓韓、祈錦鈅、藍星蕾、嘻小瓜   |      |
| 33   | 2020年1月9日   | 可妹喜歡被碰腳？乃哥一下就讓倪暄關不起來？！                                    | 嘎琳、可妹、倪暄、大根         |      |
| 34   | 2020年1月10日  | 蔡允潔要乃哥睡她旁邊？！這個動作害愛語莎很興奮？                                | 小牛、粿粿、愛語莎、蔡允潔     |      |
| 35   | 2020年1月16日  | Apple卵子衝腦想要了！蕾兒感覺失調！？是爽是痛分不清！乃哥自爆睡了一堆人！       | 王寶珶、蕾兒、ㄚㄚ、Apple      |      |
| 36   | 2020年1月17日  | 前方高能！大魚M屬性要求被打，叫聲掀開攝影棚！菲菲自戀滿點，竟稱網友都想要她！？ | 蘇妍緹、菲菲、大魚、小優       |      |

### 第四季
| 集數 | 日期          | 標題                                                                            | 來賓                           | 備註 |
| ---- | ------------- | ------------------------------------------------------------------------------- | ------------------------------ | ---- |
| 1    | 2021年1月21日 | 見到乃至尊愛意藏不住!凱伊狂熱示愛?!從叫聲來分析 誰的受孕體質比較強~             | 孟潔、Bella、凱伊 KAii、Vivi   |      |
| 2    | 2021年1月22日 | 瑤瑤超敏感體質，欲拒還迎！貝姬豐胸肥臀勤健身，瑤瑤Kiki互推畫面超養眼            | Patty、貝姬、瑤瑤、謝立琪      |      |
| 3    | 2021年1月23日 | 乃哥與妹子們多人運動！通體舒暢！汪選璇這優點盡讓乃哥難以忘懷                    | 陳薇安、韓智恩、汪選璇、Esther |      |
| 4    | 2021年1月24日 | 啦啦隊女神之爭！樂天VS中信！蘿拉性感指數無法擋，佳佳兒叫聲酥麻響徹雲霄          | 短今、蘿拉、若潼、佳佳兒       |      |
| 5    | 2021年1月28日 | 女神真亦竟然一周做四次？小晰晰易受驚體質，瘋狂呻吟，苡萱太妹形象竟出像極了黑道  | 亞亞、林莎、咪雅、小晰晰       |      |
| 6    | 2021年1月29日 | 咪妃被打一言不合就露腿！苡萱選隊友內幕竟是不合？乃哥吐真言：想動哈妮妮的....    | 纁曖、咪妃、李馨、哈妮妮       |      |
| 7    | 2021年1月30日 | VAVA直呼！快！打我！酥麻嬌喘屬性超M！性感女神元元，竟在節目上公開自己的敏感帶！ | 艾瑞絲、元元、Vava、Nia        |      |
| 8    | 2021年1月31日 | 嵐芯語這衣服可以嗎？瘋狂開車公然調戲乃哥！劉璇誠意在後，一轉身乃哥直呼不得了！  | 劉璇、茉晶、DUDU、嵐芯語       |      |
| 9    | 2021年2月4日  | 本本酷愛禽獸！紅豆靈動腳趾，引人遐想！MINA自爆絕不做過隔夜                      | 本本、啾啾、Mina、紅豆         |      |

### 第五季
| 集數 | 日期 | 標題 | 來賓 | 備註 |
| ---- | ---- | ---- | ---- | ---- |

### 第六季
| 集數 | 日期 | 標題 | 來賓 | 備註 |
| ---- | ---- | ---- | ---- | ---- |

### 第七季
| 集數 | 日期 | 標題 | 來賓 | 備註 |
| ---- | ---- | ---- | ---- | ---- |

## 特別企劃

### 史萊姆到我家
| 日期          | 來賓 |
| ------------- | ---- |
| 2021年7月15日 | 倪暄 |
| 2021年7月16日 | 林莎 |
| 2021年7月22日 | 曲羿 |
| 2021年7月23日 | 小鹿 |

### 女神宅亂鬥
| 日期          | 來賓                           |
| ------------- | ------------------------------ |
| 2021年6月27日 | 巫苡萱、林真亦、菲菲、艾融     |
| 2021年7月16日 | 巫苡萱、林真亦、小鹿、篠崎泫   |
| 2021年7月22日 | 巫苡萱、林真亦、郭鬼鬼、Una    |
| 2021年7月23日 | 巫苡萱、林真亦、泥泥汝、喬喬兒 |
| 2021年7月25日 | 巫苡萱、林真亦、阿樂、 陸子玄  |
| 2021年8月1日  | 巫苡萱、林真亦、成語蕎、 孟潔  |

### 神秘宅配恐怖箱
| 日期          | 來賓   |
| ------------- | ------ |
| 2021年6月3日  | 巫苡萱 |
| 2021年6月4日  | 林真亦 |
| 2021年6月5日  | 筠熹   |
| 2021年6月6日  | 元元   |
| 2021年6月10日 | 梓梓   |
| 2021年6月11日 | 大魚   |
| 2021年6月12日 | 愛語莎 |
| 2021年6月13日 | 粿粿   |
| 2021年6月17日 | 黃上晏 |
| 2021年6月18日 | 短今   |
| 2021年6月19日 | 林襄   |
| 2021年6月20日 | 艾瑞絲 |
| 2021年6月24日 | 琳妲   |
| 2021年6月25日 | 雅涵   |
| 2021年6月26日 | 熊熊   |
| 2021年7月1日  | 孟潔   |
| 2021年7月2日  | 林茉晶 |
| 2021年7月3日  | 蕎蕎   |
| 2021年7月8日  | 金莎   |
| 2021年7月9日  | 林采缇 |
| 2021年7月10日 | 本本   |

## 外部連結
- 官方网站－狼谷育樂
- 星光歡樂城的Facebook專頁
- 星光歡樂城的Instagram帳戶
- YouTube上的星光歡樂城頻道